# Shiddoukh
 (juin 2016).
Si vous disposez d'ouvrages ou d'articles de référence ou si vous connaissez des sites web de qualité traitant du thème abordé ici, merci de compléter l'article en donnant les références utiles à sa vérifiabilité et en les liant à la section « Notes et références ».
Le Shiddoukh ou Shiddou'h, (en hébreu moderne שִׁדּוּךְ, au pluriel shiddoukhim שִׁדּוּכִים, en araméen שידוכין), désigne le système de rencontres en vue du mariage dans les sociétés juives traditionnelles et dans certains groupes juifs orthodoxes contemporains.
Le jeune homme et la jeune femme sont mis en relation dans la majorité des cas par l'intermédiaire d’un chadkhan (ou chadkhanit s’il s’agit d’une femme). Ils se rencontrent à plusieurs reprises afin d’apprendre à se connaître, de voir s’ils s'apprécient, s’ils partagent la même volonté de construire ensemble un foyer de Torah. Si au bout de plusieurs rencontres les jeunes gens se plaisent, ils considèrent le mariage.

## Prémisse générale
La première rencontre entre ceux qui se marieront est dans la religion juive appelée Shiddoukh. Pour le judaïsme il y a une forte croyance que cela est fait par la providence, afin de fonder une famille.
Cependant, il existe des cas particuliers: parmi certains religieux au sein du peuple juif aussi ou selon des liens dans des groupes religieux différents, certaines autorités religieuses ou leurs messagers ont la tâche d'organiser mariages et donc réunions, les fameux mariages arrangés : bien que la plupart des Juifs croient que cela ne peut être fait que par inspiration divine et avec les connaissances nécessaires des époux, ces réunions ont encore lieu, parfois "au hasard". Les Juifs sont très prudents et loyaux à cet égard.
Le Shiddoukh est une modalité adoptée depuis "l'Antiquité", il rappelle l'épisode du Pentateuque du patriarche Abraham pour son fils Isaac : le Shiddoukh se passe providentiellement créant ainsi une vraie famille juive dans le lien sacré de Kiddushin (engagement).
Les juifs font davantage confiance à la providence divine.